# فرانك هاريس باترسون
فرانك هاريس باترسون هو مؤرخ وقاضي ومحامي كندي، ولد في 1890، وتوفي في 1976.